# Armeniș

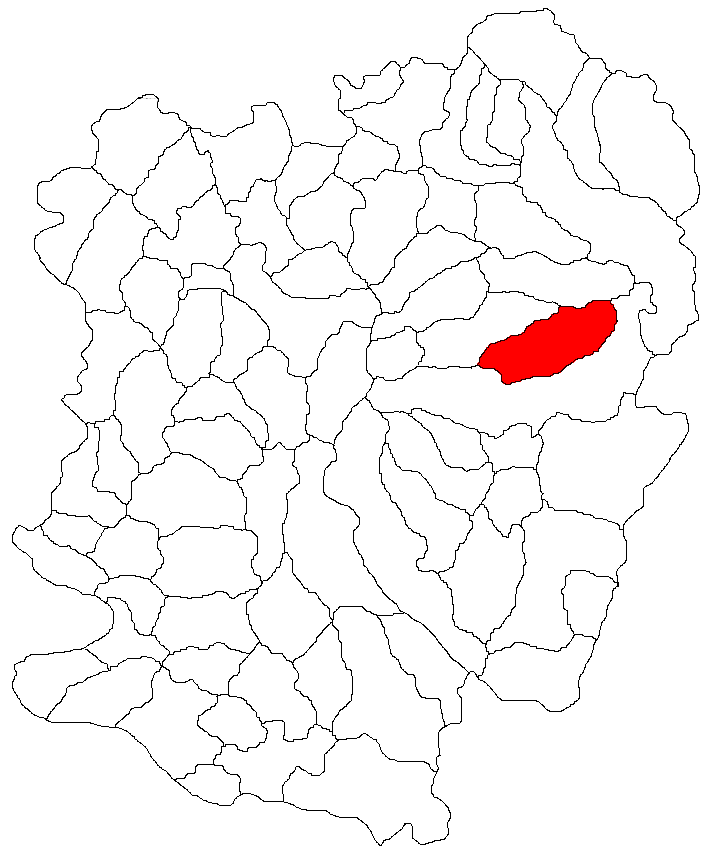
Lage der Gemeinde Armeniș im Kreis Caraș-Severin

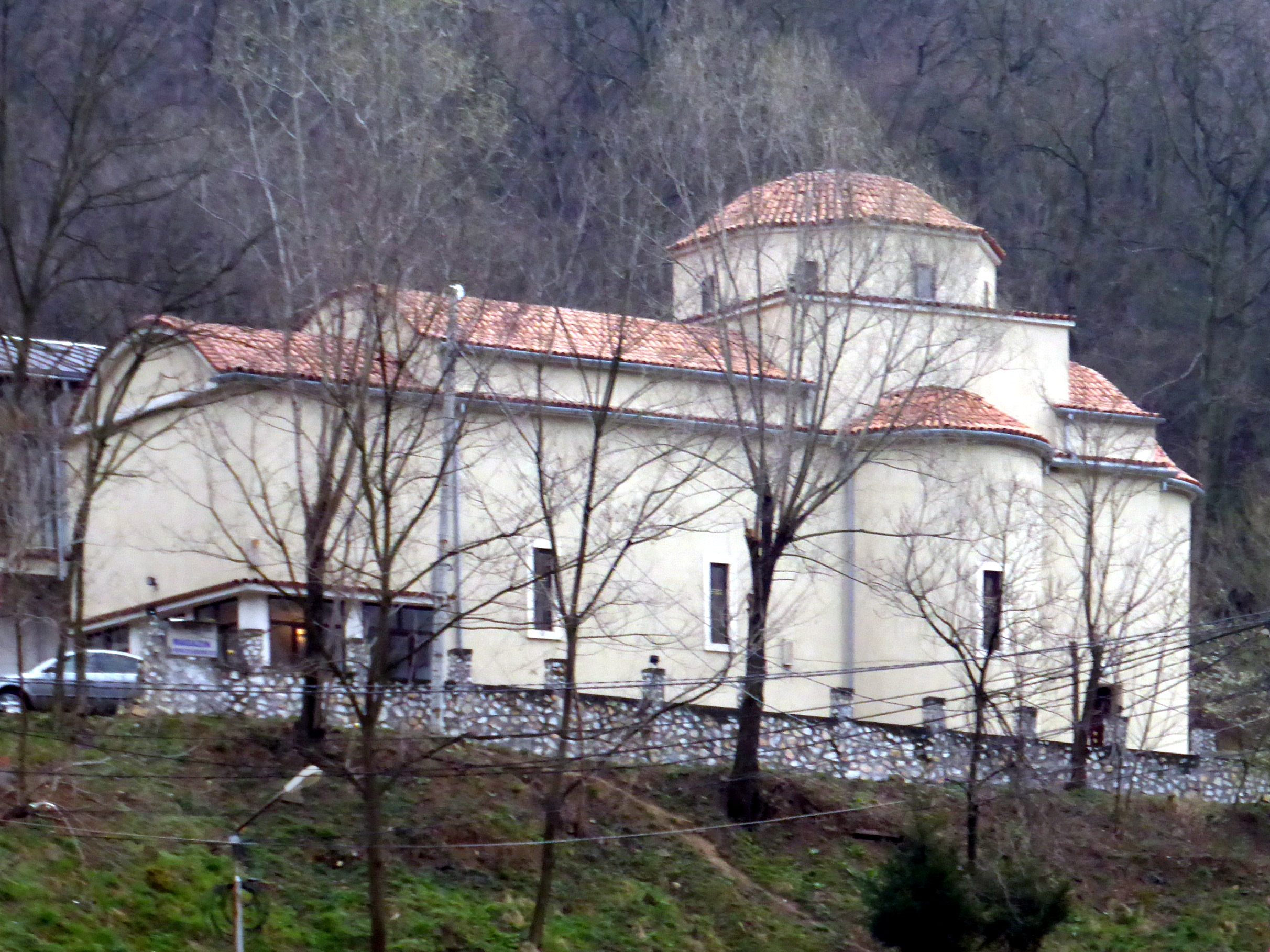
Kloster Piatra Scrisă

Armeniș (deutsch Armönisch, ungarisch Örményes) ist eine Gemeinde im Kreis Caraș-Severin in der Region Banat in Rumänien. Zur Gemeinde Armeniș gehören auch die Dörfer Feneș, Plopu, Sat Bătrân und Sub Margine.

## Geografische Lage
Armeniș liegt an der Europastraße E70 und an der Nationalstraße DN6 București-Timișoara, im Osten des Kreises Caraș-Severin, am rechten Temeschufer, in 25 Kilometer Entfernung von Caransebeș.

## Nachbarorte
| Goleț     | Sadova Veche                                | Sat Bătrân  |
| Brebu Nou | Kompassrose, die auf Nachbargemeinden zeigt | Sub Margine |
| Teregova  | Rusca                                       | Feneș       |

## Geschichte
Im 15. Jahrhundert war die Ortschaft Armaenisch im Besitz der Familie Fiath. 
Nach dem Frieden von Passarowitz (1718), als das Banat eine Habsburger Krondomäne wurde, war die Ortschaft Teil des Temescher Banats. 
In einer Karte des Gelehrten Luigi Ferdinando Marsigli von 1690–1700 ist Ominyes eingetragen.
Nach dem Frieden von Belgrad (1736–1739) wurde die Grenze zwischen dem Osmanischen Reich und dem Habsburger Reich entlang der Cerna gezogen und die Banater Militärgrenze eingerichtet, mit dem Deutsch-Banater Grenzregiment Nr. 12, dem Rumänen-Banater Grenzregiment Nr. 13 mit Sitz in Caransebeș gegründet und dem Serbisch-Banater Grenzregiment Nr. 14.
1778 wurde das Banat von der Kaiserin Maria Theresia dem Königreich Ungarn zugesprochen.
Von 1849 bis 1860 war es Teil eines eigenständigen Kronlandes der Woiwodschaft Serbien und Temescher Banat.
Nach dem Österreichisch-Ungarischen Ausgleich (1867) wurde das Banat dem Königreich Ungarn innerhalb der Doppelmonarchie Österreich-Ungarn angegliedert. 
Im ersten Jahrzehnt des 20. Jahrhunderts fand das Gesetz zur Magyarisierung der Ortsnamen (Ga. 4/1898) Anwendung, einschließlich der Magyarisierung aller Toponyme auf Kartenwerken, Grundbuchauszügen und Stadtplänen. Die amtliche Ortsbezeichnung war Örményes.
Die ungarischen Ortsbezeichnungen blieben bis zur Verwaltungsreform von 1923 im Königreich Rumänien gültig, als die rumänischen Ortsbezeichnungen eingeführt wurden.
Der Vertrag von Trianon am 4. Juni 1920 hatte die Dreiteilung des Banats zur Folge, wodurch Armeniș an das Königreich Rumänien fiel.
Seit 1968 gehört Armeniș zum Kreis Caraș-Severin.

## Demografie
| 1880 | 3042 | 2941 | 24 | 65 | 12            |
| 1910 | 4053 | 3853 | 64 | 87 | 49            |
| 1930 | 4007 | 3737 | 19 | 40 | 211           |
| 1977 | 3413 | 3274 | 6  | 3  | 130           |
| 2002 | 2718 | 2691 | 8  | -  | 19            |
| 2021 | 2057 | 1950 | 2  | -  | 105 (11 Roma) |